# یدوفرم
یدوفرم (که با نام تری‌یدومتان و به اشتباه، با نام کربن تری یدید نیز شناخته می‌شود) یکی از ترکیبات آلی یددار با فرمول CHI۳ و به صورت ماده ای زرد کمرنگ، متبلور، فرار، دارای بوی تند و متمایزی است. این ماده مشابه کلروفرم، طعم شیرین دارد. گاهی از آن به عنوان ضد عفونی کننده استفاده می‌شود.